# Obidosus apiacas
Obidosus apiacas is een hooiwagen uit de familie Stygnidae. De originele naamcombinatie (protoniem) was Protimesius apiacas Pinto-da-Rocha, 2000.